# كرة الفيفا الذهبية 2015
كرة الفيفا الذهبية 2015 (بالفرنسية: FIFA Ballon d'Or 2015) هي جائزة فردية عالمية تمنح لأفضل لاعب كرة قدم في سنة 2015. تعتبر جائزة هذه السنة هي النسخة الستين لجائزة الكرة الذهبية التي بدأت سنة 1956 والتي كانت تمنح من مجلة فرانس فوتبول، بينما هي النسخة السادسة من كرة الفيفا الذهبية التي هي نتيجة اندماج الجائزة التي تقدمها فرانس فوتبول والفيفا سنة 2010.

أسماء المرشحين ال23 سيتم إعلانهم في أكتوبر 2015، بينما الإعلان عن الثلاثة المرشحين النهائيين في ديسمبر، في حين سيكون حفل الإعلان عن أفضل لاعب في العالم في 11 يناير 2016.

توزع في حفل الجائزة عدة جوائز أخرى كأفضل هدف وأفضل 11 لاعب وجائزة اللعب النظيف وأفضل مدرب وغيرها.

## الكرة الذهبية للرجال
في أواخر أكتوبر 2015، ستكشف الفيفا عن اللائحة المختصرة لكرة الفيفا الذهبية، وجائزة الفيفا لأفضل لاعبة في العالم، وجائزتي مدربي العام للرجال والسيدات. اللائحة المختصرة لجوائز السيدات ستكشف في أكتوبر، واللائحة المختصرة لجوائز الرجال ستكشف في أكتوبر.

نتائج كرة الفيفا الذهبية لعام 2015 كانت :
| الرتبة | اللاعب            | الفريق       | نسبة التصويت |
| ------ | ----------------- | ------------ | ------------ |
| 1      | ليونيل ميسي       | نادي برشلونة | 41.33%       |
| 2      | كريستيانو رونالدو | ريال مدريد   | 27.76%       |
| 3      | نيمار             | نادي برشلونة | 7.86%        |

قائمة 23 لاعبا المرشحين للجائزة كالتالي:
| اللاعب              | الجنسية/المنتخب | النادي                       |
| ------------------- | --------------- | ---------------------------- |
| سرخيو أغويرو        | الأرجنتين       | مانشستر سيتي                 |
| غاريث بايل          | ويلز            | ريال مدريد                   |
| كريم بن زيما        | فرنسا           | ريال مدريد                   |
| كريستيانو رونالدو   | البرتغال        | ريال مدريد                   |
| كيفين دي بروين      | بلجيكا          | نادي فولفسبورغ/ مانشستر سيتي |
| إدين هازارد         | بلجيكا          | تشيلسي                       |
| زلاتان إبراهيموفيتش | السويد          | باريس سان جيرمان             |
| أندريس إنييستا      | إسبانيا         | نادي برشلونة                 |
| توني كروس           | ألمانيا         | ريال مدريد                   |
| روبرت ليفاندوفسكي   | بولندا          | بايرن ميونخ                  |
| خافيير ماسكيرانو    | الأرجنتين       | نادي برشلونة                 |
| ليونيل ميسي         | الأرجنتين       | نادي برشلونة                 |
| توماس مولر          | ألمانيا         | بايرن ميونخ                  |
| مانويل نوير         | ألمانيا         | بايرن ميونخ                  |
| نيمار               | البرازيل        | نادي برشلونة                 |
| بول بوغبا           | فرنسا           | يوفنتوس                      |
| إيفان راكيتيتش      | كرواتيا         | نادي برشلونة                 |
| آريين روبن          | هولندا          | بايرن ميونخ                  |
| خاميس رودريغيز      | كولومبيا        | ريال مدريد                   |
| أليكسيس سانشيز      | تشيلي           | نادي آرسنال                  |
| لويس سواريز         | الأوروغواي      | نادي برشلونة                 |
| يحيى توريه          | ساحل العاج      | مانشستر سيتي                 |
| أرتورو فيدال        | تشيلي           | يوفنتوس/ بايرن ميونخ         |

## الكرة الذهبية للسيدات
| الرتبة | اللاعبة | الفريق | نسبة التصويت |
| ------ | ------- | ------ | ------------ |
| 1      |         |        |              |
| 2      |         |        |              |
| 3      |         |        |              |

تم الإعلان عن قائمة المرشحات من قبل الفيفا في وهن:
| اللاعبة         | الجنسية/المنتخب  | الفريق                                           |
| --------------- | ---------------- | ------------------------------------------------ |
| نادين آنجرير    | ألمانيا          | بريزبان روار أف سي دبليو ليغ/بورتلند تورنس أف سي |
| رامونا باخمان   | سويسرا           | أف سي روزنغارد                                   |
| كاديشا بوكانان  | كندا             | واست فرجينيا ماونتاينرز                          |
| أماندين هنري    | فرنسا            | أولمبيك ليون للسيدات                             |
| إوجوني لو سوميه | فرنسا            | أولمبيك ليون للسيدات                             |
| كارلي لويد      | الولايات المتحدة | هوستون داش                                       |
| أيا ميياما      | اليابان          | أوكوياما يونغو بال                               |
| ميغان رابينوي   | الولايات المتحدة | سياتل راين أف سي                                 |
| سيليا ساسيك     | ألمانيا          | 1. أف أف سي فرانكفورت                            |
| هوب سولو        | الولايات المتحدة | سياتل راين أف سي                                 |

## مدرب السنة لكرة القدم رجال
| الرتبة | المدرب          | الفريق                 | نسبة التصويت |
| ------ | --------------- | ---------------------- | ------------ |
| 1      | لويس إنريكه     | نادي برشلونة           |              |
| 2      | جوسيب غوارديولا | بايرن ميونخ            |              |
| 3      | خورخي سامباولي  | منتخب تشيلي لكرة القدم |              |

قائمة المرشحين:
| المدرب             | الجنسية   | النادي/المنتخب         |
| ------------------ | --------- | ---------------------- |
| ماسيميليانو أليغري | إيطاليا   | يوفنتوس                |
| كارلو أنشيلوتي     | إيطاليا   | ريال مدريد             |
| لوران بلان         | فرنسا     | باريس سان جيرمان       |
| أوناي إيمري        | إسبانيا   | نادي إشبيلية           |
| جوسيب غوارديولا    | إسبانيا   | بايرن ميونخ            |
| لويس إنريكه        | إسبانيا   | نادي برشلونة           |
| جوزيه مورينيو      | البرتغال  | تشيلسي                 |
| خورخي سامباولي     | الأرجنتين | منتخب تشيلي لكرة القدم |
| دييغو سيميوني      | الأرجنتين | أتلتيكو مدريد          |
| أرسين فينغر        | فرنسا     | نادي آرسنال            |

## مدرب السنة لكرة القدم سيدات
| الرتبة | اللاعب | الفريق | نسبة التصويت |
| ------ | ------ | ------ | ------------ |
| 1      |        |        |              |
| 2      |        |        |              |
| 3      |        |        |              |

قائمة المرشحين:
| المدرب        | الجنسية          | الفريق/المنتخب                                      |
| ------------- | ---------------- | --------------------------------------------------- |
| كال بارلينغ   | السويد           | منتخب السويد لكرة القدم تحت 19 سنة للسيدات          |
| كولين بال     | إنجلترا          | 1. أف أف سي فرانكفورت                               |
| فريد بن ستيتي | فرنسا            | باريس سان جيرمان للسيدات                            |
| جيل إليس      | الولايات المتحدة | منتخب الولايات المتحدة الأمريكية لكرة القدم للسيدات |
| لورا هارفي    | إنجلترا          | سياتل راين أف سي                                    |
| جون هاردمان   | إنجلترا          | منتخب كندا لكرة القدم للسيدات                       |
| جيرار بريشور  | فرنسا            | أولمبيك ليون للسيدات                                |
| مارك سامبسون  | ويلز             | منتخب إنجلترا لكرة القدم للسيدات                    |
| نوريو ساساكي  | اليابان          | منتخب اليابان لكرة القدم للسيدات                    |
| توماس وورل    | ألمانيا          | بايرن ميونخ للسيدات                                 |

## فريق الفيفا/فيفبرو

تشكيلة الفيفا لسنة 2015.

آخر تحديث: 
| المركز | الاعب             | الجنسية   | النادي           |
| ------ | ----------------- | --------- | ---------------- |
| GK     | مانويل نوير       | المانيا   | بايرن ميونخ      |
| DF     | سيرجيو راموس      | اسبانيا   | ريال مدريد       |
| DF     | تياجو سيلفا       | البرازيل  | باريس سان جيرمان |
| DF     | داني الفيس        | البرازيل  | برشلونه          |
| DF     | مارسيلو           | البرازيل  | ريال مدريد       |
| MF     | اندريس انيستا     | اسبانيا   | برشلونه          |
| MF     | لوكا مودريتش      | كرواتيا   | ريال مدريد       |
| MF     | بول بوجبا         | فرنسا     | يوفنتوس          |
| FW     | نيمار             | البرازيل  | برشلونه          |
| FW     | كريستيانو رونالدو | البرتغال  | ريال مدريد       |
| FW     | ليونيل ميسي       | الارجنتين | برشلونه          |

## جائزة الفيفا للعب النظيف
قدمت هذه الجائزة إلى:

## الجائزة الرئاسية
تقدم هذه الجائزة الرئاسية من قبل رئيس الفيفا جوزيف بلاتر إلى شخصية أو هيئة ساهمت اللعبة بطريقة أو بأخرى.

## مقالات ذات صلة
- جائزة الكرة الذهبية
- كرة الفيفا الذهبية
- مجلة فرانس فوتبول
- فيفا

## روابط خارجية
- الموقع الرسمي